# Susan Boos
Susan Boos (1963, Zurique) é uma jornalista e publicitária suíça. Desde 2005, ela é editora-chefe da WOZ Die Wochenzeitung. Desde 2021, ela é a presidente do Conselho de Imprensa da Suíça.

## Biografia
Boos cresceu em St. Gallen e completou um treinamento como professora no seminário Rorschach no cantão de St. Gallen. De 1984 a 1991, trabalhou para o Jornal dos Trabalhadores da Suíça Oriental (AZ) em St. Gallen, em 1989, como editora. Ao mesmo tempo, estudou etnologia, ciência política e jornalismo na Universidade de Zurique. Em 1991, mudou-se para o Zurique WOZ Die Wochenzeitung, onde foi editora-chefe de 2005 a 2017. Boos é membra do júri do "Zürcher Journalistenpreis" (Prêmio de Jornalistas de Zurique). Ela publica intensamente sobre política nuclear e energética. Em 2021, ela sucedeu Dominique von Burg como presidente do Conselho de Imprensa da Suíça.

## Prêmios
- 2005: "Alstom Journalistenpreis" (Prêmio de Jornalista Alstom) da empresa de energia e transporte Alstom (por vários artigos no semanário WOZ)
- 2012: Prêmio Honorário do Prêmio Futuro Livre Nuclear[6] na categoria "Reconhecimento Especial" da Fundação Franz Moll

## Publicações
- "Beherrschtes Entsetzen. Das Leben in der Ukraine zehn Jahre nach Tschernobyl" (Horror controlado. A vida na Ucrânia dez anos depois de Chernobyl) WOZ, Rotpunktverlag, Zurique 1996,ISBN 3-85869-162-3 .
- "Strahlenda Schweiz. Handbuch zur Atomwirtschaft" (Suíça Radiante. Manual para a indústria nuclear) WOZ, Rotpunktverlag, Zurique 1999,ISBN 3-85869-167-4 .
- "Sanktgaller Spitzen : sechs Reportagen aus dem Osten" (Seis reportagens do Oriente.) Editora Appenzeller, Herisau 2003,ISBN 3-85882-352-X .
- "Fukushima lässt grüßen. Die Folgen eines Super-GAUs." (Fukushima envia saudações. As consequências de um super-GAUs. ) Rotpunktverlag, Zurique 2012,ISBN 3-85869-474-6 .